# Andrzej Trybulec

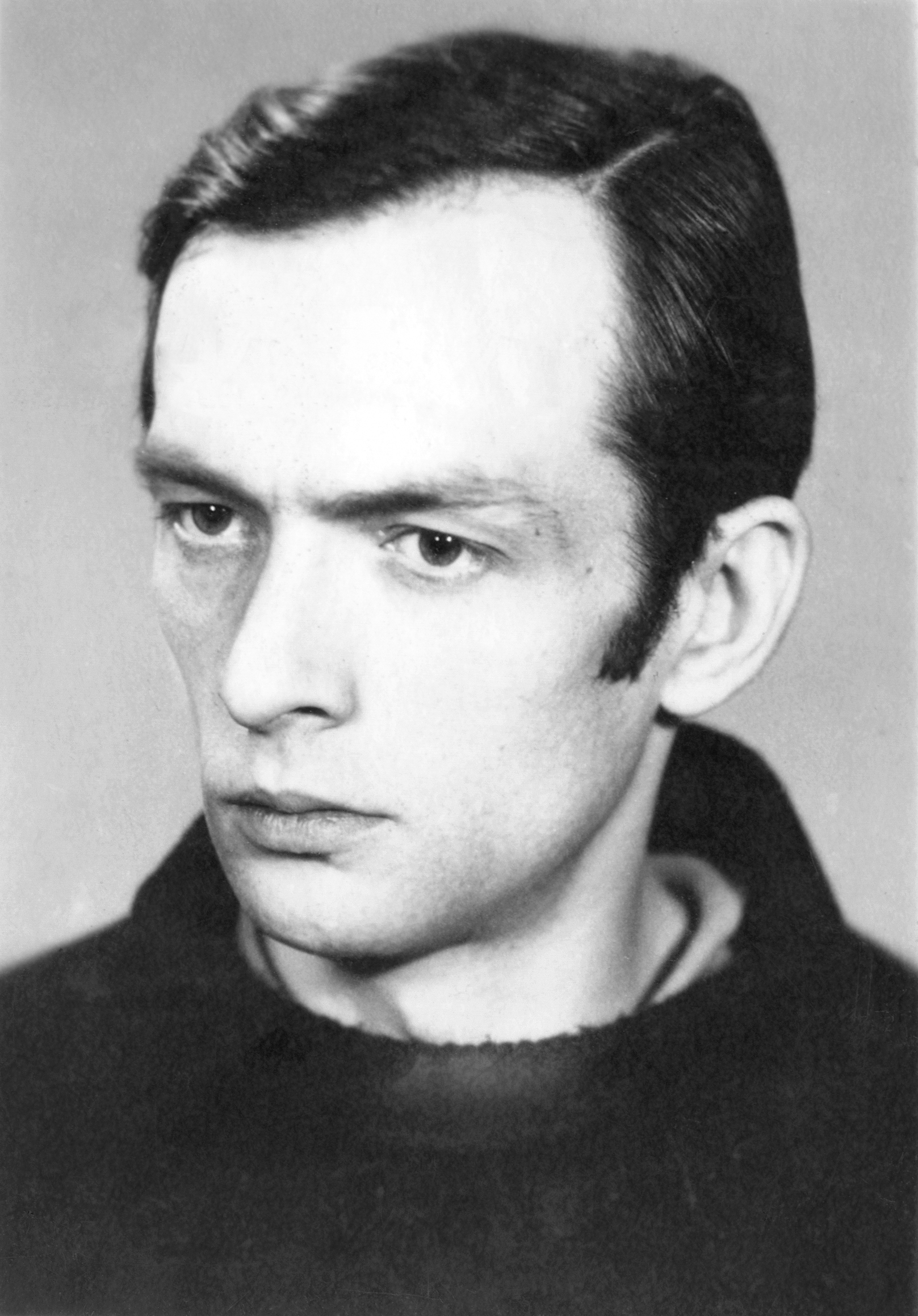

Andrzej Wojciech Trybulec (ur. 29 stycznia 1941, zm. 11 września 2013) – polski matematyk i informatyk, pracujący na Uniwersytecie w Białymstoku. Był twórcą systemu automatycznego dowodzenia twierdzeń Mizar.

## Życiorys
Jego praca doktorska, obroniona w 1974 r., dotyczyła topologii, a jej promotorem był Karol Borsuk.
W latach 1960', Trybulec zainteresował się lingwistyką matematyczną. W oparciu o aksjomatykę Tarskiego-Grothendiecka teorii mnogości zapoczątkował prace nad systemem Mizar i założył bibliotekę Mizara (Mizar Mathematical Library, MML), kolekcję sformalizowanych definicji pojęć matematycznych i dowodów. Obecnie liczy ona ponad 10000 definicji i 52000 dowodów.
Rodzina Trybulca to uznani matematycy: siostra Krystyna Kuperberg, szwagier Włodzimierz Kuperberg i siostrzeniec Greg Kuperberg.